# First Shot Live
First Shot Live er et live minialbum og den første udgivelse af den danske rockgruppe Warm Guns. Det blev udgivet i 1979 på Smash, der hørte under PolyGram.
Albummet er en liveoptagelse fra Århus Musikteater 2. juledag 1978. Koncerten, hvor gruppen spillede med hovednavnet Lost Kids, var deres debutkoncert. Genlyds mobile studie optog Lost Kids for Medley og i samme forbindelse blev også Warm Guns optræden foreviget. Lost Kids-sangerinden Pussi Punk (Kate Svanholm) gæsteoptræder på sangen "Invisible Man".
Per Møller, som forlod Warm Guns efter denne udgivelse, indspillede senere "Killing For Fun" med Anne Linnet Band på albummet Cha Cha Cha (1982). Lars Muhl indspillede "Elevator" på soloalbummet When Angels Fall (1991).

## Spor
Alle sange skrevet og komponeret af Lars Muhl, undtagen hvor noteret. 
| 1. | "Hip Shot"                          |            | 2:36 |
| 2. | "Killing for Fun"                   | Per Møller | 3:47 |
| 3. | "Elevator"                          |            | 3:16 |
| 4. | "Never Lose Your Heart in the City" |            | 3:37 |

| 5. | "Talk to Me"    |  | 4:46 |
| 6. | "Invisible Man" |  | 5:21 |
| 7. | "Run 'n' Hide"  |  | 2:38 |

## Personel
Warm Guns
- Lars Muhl – vokal, piano
- Lars Hybel – guitar, kor
- Per Møller – guitar, kor
- Jacob Perbøll – bas
- Jens G. Nielsen – trommer

Øvrige musikere
- Pussi Punk – vokal på "Invisible Man"

Produktion
- Lars Muhl – mix
- Werner Scherrer – mix
- Per Stan – mix